# دائرة الإحصاءات الزراعية الوطنية
دائرة الإحصاءات الزراعية الوطنية (بالإنجليزية:National Agricultural Statistics Service) هي فرع إحصائي يتبع وزارة الزراعة الأمريكية ويعتبر من الوكالات الرئيسية للنظام الإحصائي الاتحادي الأمريكي. دائرة الإحصاءات لديها 12 مكتباً إقليمياً في جميع أنحاء الولايات المتحدة وبورتوريكو ويقع مقرها في واشنطن العاصمة. دائرة الإحصاءات تُجري مئات الدراسات والقضايا ما يقارب 500 تقريراً وطنياً سنوياً على القضايا وتشمل هذه الدراسات الإنتاج الزراعي والاقتصادي والتركيبة السكانية والبيئة. كما تُجري الدائرة التعداد الزراعي مرة كل خمس سنوات.

## روابط خارجية
- الموقع الرسمي